# Pingalla lorentzi
Pingalla lorentzi är en fiskart som först beskrevs av Weber, 1910.  Pingalla lorentzi ingår i släktet Pingalla och familjen Terapontidae. Inga underarter finns listade i Catalogue of Life.